# Уго Грін
Уго Грін (англ.: Hugo Gabriel Gryn; 25 червня 1930 — 18 серпня 1996) — британський реформаторський рабин, національний мовник і провідний голос у міжконфесійному діалозі.
Гуго Грін народився в заможній єврейській родині в містечку Берегово в Карпатській Русі, яка тоді входила до складу Чехословаччини, а нині в Україні. Його батьки одружилися в 1929 році. Це були Ґеза Грін (1900—1945), торговець лісом, і Белла Нойфельд.
У 1944 році родину Гріна депортували до Освенцима. Уго та його мати вижили, але його десятирічний брат, Габріель, був отруєний газом після прибуття в Аушвіц, а його батько помер через кілька днів після того, як вони з Гюго були звільнені з Гунскірхена, підтабору Маутхаузена, у травні 1945 року.
Грін переїхав до Сполученого Королівства в 1946 році, і його відправили на пансіон у фермерську школу Polton House у Лассвейде, поблизу Единбурга. Він виграв стипендію на вивчення математики в Королівському коледжі в Кембриджі, а після закінчення навчання пішов добровольцем служити в ізраїльській армії під час війни в Палестині 1947—1949 років. У 1950 році він переїхав до Цинциннаті, де здобув кілька ступенів з єврейського писання в коледжі Hebrew Union, семінарії для рабинів-реформаторів.
Після отримання докторського ступеня Всесвітня спілка прогресивного юдаїзму, яка фінансувала його навчання, направила Гріна до Бомбею. Після періоду роботи на спілку в Нью-Йорку він повернувся до Британії в 1964 році, де служив в одному з найбільших Конгрегації в Європі, синагозі Західного Лондона, спочатку як помічник рабина, а пізніше як старший рабин, протягом 32 років. Грін став постійним радіоведучим і багато років з'являвся в програмах BBC Radio 4 «Думка на день» і «The Moral Maze».
У 1989 році Грін разом із дочкою Наомі повернувся до Берегово, щоб зняти фільм про своє дитинство. Після його смерті Наомі Грін відредагувала його автобіографію, яка також називається "Погоня за тінями, яка зворушливо розповідає про його досвід, який він пережив Голокост.
Він одружився з Жаклін Селбі 1 січня 1957 року, у них було четверо дітей: Габі, Наомі, Рейчел і Давид.
Він помер від раку 18 серпня 1996 року і похований на кладовищі Хуп-Лейн у Голдерс-Грін, Лондон. Могила розташована на відносно видному місці, на північний схід від головного входу. Тодішній головний рабин Джонатан Сакс принципово відмовився відвідати його похорон. Сакс писав у приватному листуванні, яке згодом просочилося, що в рамках реформи рабин Грін був частиною «фальшивого угруповання» та одним із «тих, хто руйнує віру».
Рабин Альберт Фрідландер, який також був автором статті про Ґріна в Оксфордському словнику національної біографії, описав його як «ймовірно найулюбленішого рабина у Великій Британії».